# Kruidtuin Leuven
Kruidtuin Leuven är en botanisk trädgård i Belgien. Den ligger i provinsen Flamländska Brabant och regionen Flandern, i den centrala delen av landet, 24 km öster om huvudstaden Bryssel. Kruidtuin Leuven ligger 24 meter över havet.
Terrängen runt Kruidtuin Leuven är platt. Runt Kruidtuin Leuven är det tätbefolkat, med 266 invånare per kvadratkilometer.. Närmaste större samhälle är Leuven, 0,75 km öster om Kruidtuin Leuven.
Runt Kruidtuin Leuven är det i huvudsak tätbebyggt.